# Arthur Capell, 1:e baron Capell

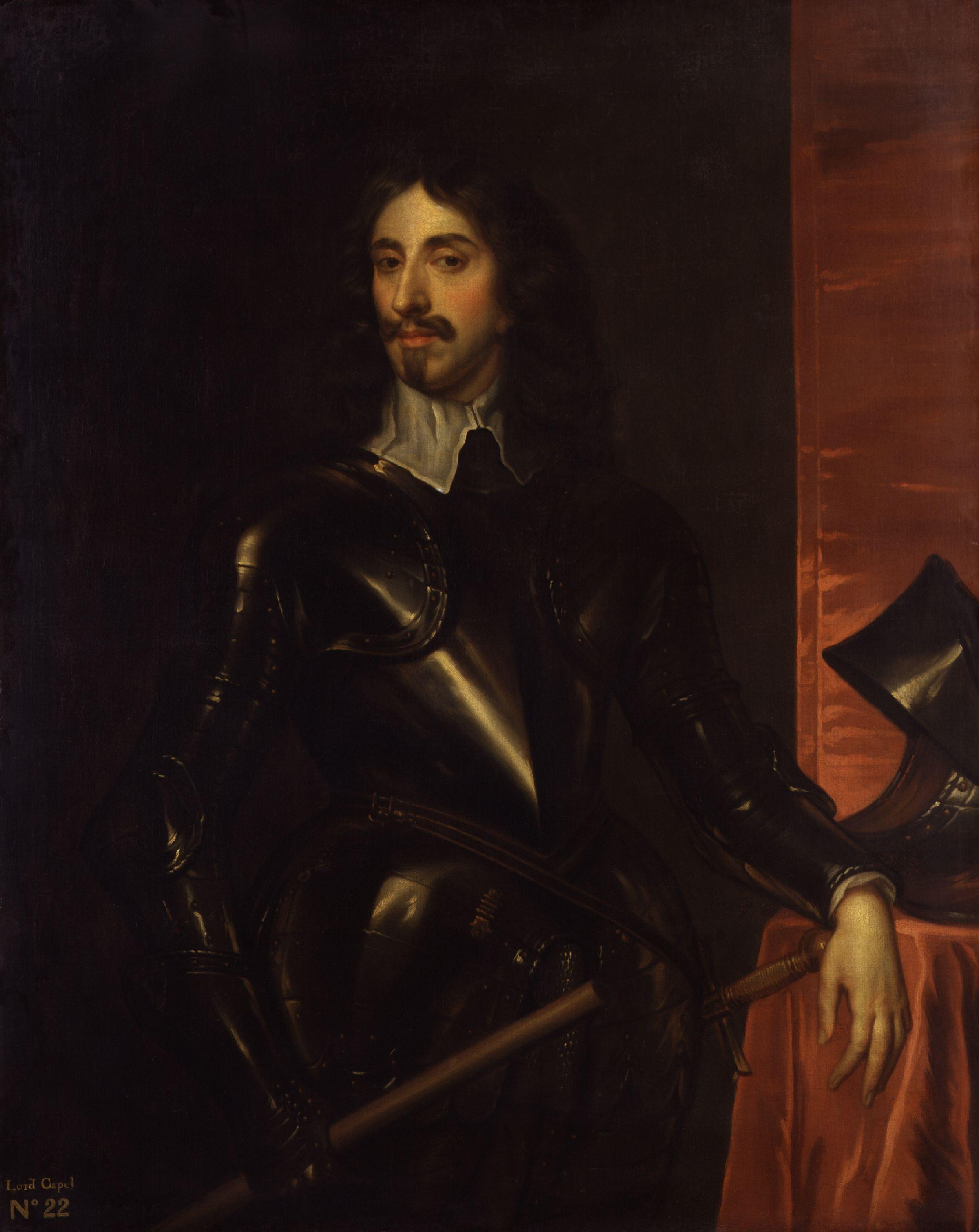
Arthur Capel, 1:e baron Capel, porträtterad av Henry Paert den äldre.

Arthur Capell, 1:e baron Capell, född den 20 februari 1608, död den 9 mars 1649, var en engelsk statsman. Han var far till Arthur Capell, 1:e earl av Essex.

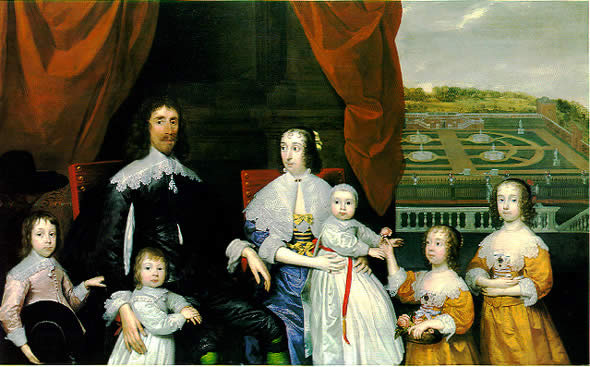
Arthur Capell, 1:e baron Capell tillsammans med sin familj, målad av Cornelis Janssens van Ceulen.

Capell var en av Karl I:s trognaste anhängare, vilken avrättades till följd av sitt deltagande i inbördeskriget. 